# 国民革命軍ドイツ訓練師団

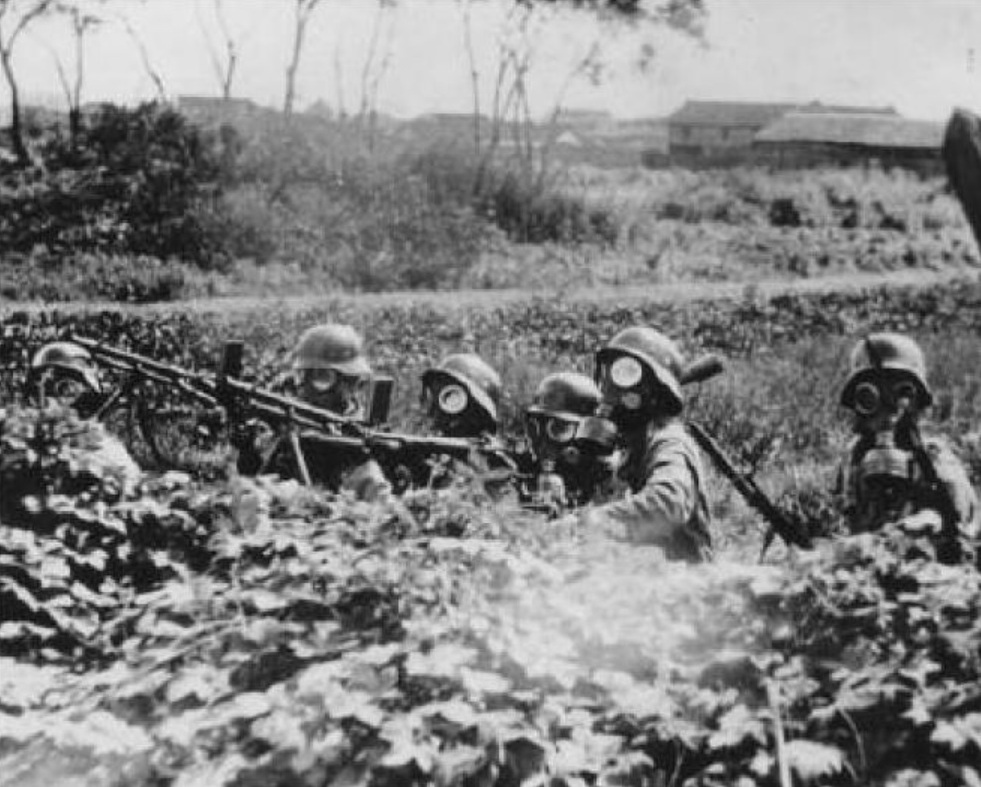
上海近隣地区に展開した中国の精鋭部隊

ドイツ訓練師団とは、中独合作に基づき、国民革命軍においてドイツ式訓練を受けた精鋭の歩兵師団である。これらの部隊は、第一次国共内戦および日中戦争にて大きく活躍した。

## 概要
1927年の国共合作決裂後、蔣介石は国民党内の左派勢力を追放し、ソ連色からの脱却とドイツへの方向転換という国民革命軍の全面的改革をはかった。だが、ワイマール共和国はヴェルサイユ条約による制限の為これらの直接軍事協力を制限されていた。当初、蔣介石はエーリヒ・ルーデンドルフ大将やアウグスト・フォン・マッケンゼン元帥のような第一次世界大戦にて中心的指揮を取った人物を希望していたが、連合国の刺激を恐れたワイマール側は却下した。代わりに派遣されたマックス・バウアー大佐は、1930年、軍校教導師（のち中央軍官学校教導総隊）を設立。以降の国民革命軍の編成のあり方に大きく貢献した。
1933年、ナチス党が政権を取ると、首相に就任したヒトラーはヴェルサイユ条約を破棄。これによりドイツからの援助はより強固なものとなった。また、ドイツが第一次世界大戦以降帝国主義の推進に意欲を失ったことに加え、同じ反共主義の立場をとるNS党は国民党にとって魅力的であり、両者の関係は親密なものとなった。
同年派遣され、蔣介石の上級顧問となった元陸軍参謀総長ハンス・フォン・ゼークト上級大将は、蔣介石に対し「80師団計画」を提言した。これは国民革命軍隷下80個師団の将兵を装備から組織にいたるまで全てドイツ式の精鋭に作り変えるという計画であった。しかし、中国国内における軍閥の勢力が依然として強かったため、この計画は完全な実現には至らなかった。
結局、1937年の盧溝橋事件の勃発までに全面的改革にこぎつけた歩兵師団は、計画の10分の1に満たない下記のわずか6個師団と前述の軍校教導師のみであった。
- 第3師：第1軍
- 第6師：第2軍
- 第9師：第2軍
- 第14師：第1軍
- 第87師：第5軍
- 第88師（en）：第5軍

この他に第2師、第4師、第10師、第11師（en）、第25師、第27師、第57師、第67師、第80師、第83師、第89師の歩兵12個師団が部分的な改革に至った。

## 編成
- 師（師団）本部：
  - 1個砲兵営（大隊）：

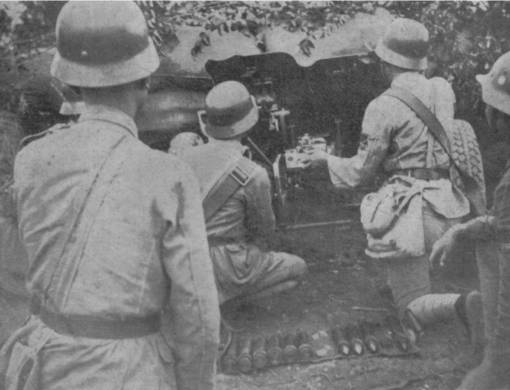
3.7 cm PaK 36を使用する兵士ら

    - 3個連（中隊） (各連につき75mm山砲4門、計12門)

  - 1個対戦車砲連（37mm対戦車砲4門 ）
  - 1個高射砲連（20mm地対空高射砲4門）
  - 1個技術営
  - 1個通信営
    - 2個電信連
    - 1個無線排（小隊）

  - 1個重輸送営
  - 1個特殊作戦営
  - 1個衛生隊（通常師本部の病院に常駐）
- 2個歩兵旅（旅団）：
  - 1個旅は2個団（連隊）より編成。以下連隊の編成を示す:
    - 団本部:
      - 1個迫撃砲連（81mm迫撃砲×6）
      - 1個機関砲連（20mm機関砲×6)
      - 1個通信連
      - 1個偵察連
      - 隷下歩兵3個営:
        - 営本部:
          - 1個重機関銃連 (重機×6、82mm迫撃砲×2)
          - 隷下歩兵3個連:
            - 3個排
              - 3個班（分隊、各班につき軽機関銃1門と小銃10丁）

この他、2個後方予備団がある。 
兵力は1個師につき14,000人。